# Friedrich Bätjer

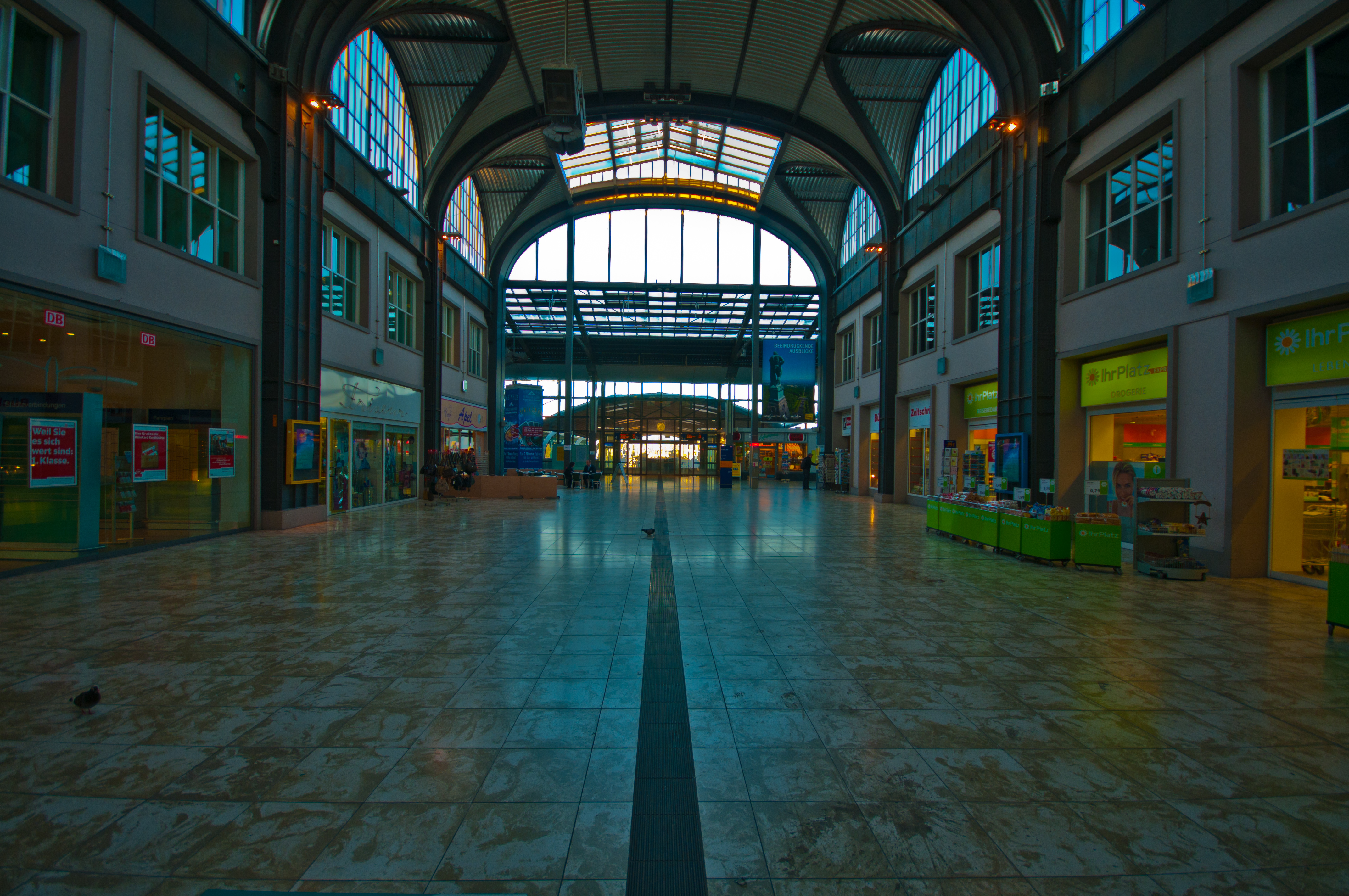
Haupthalle Kassel Hauptbahnhof

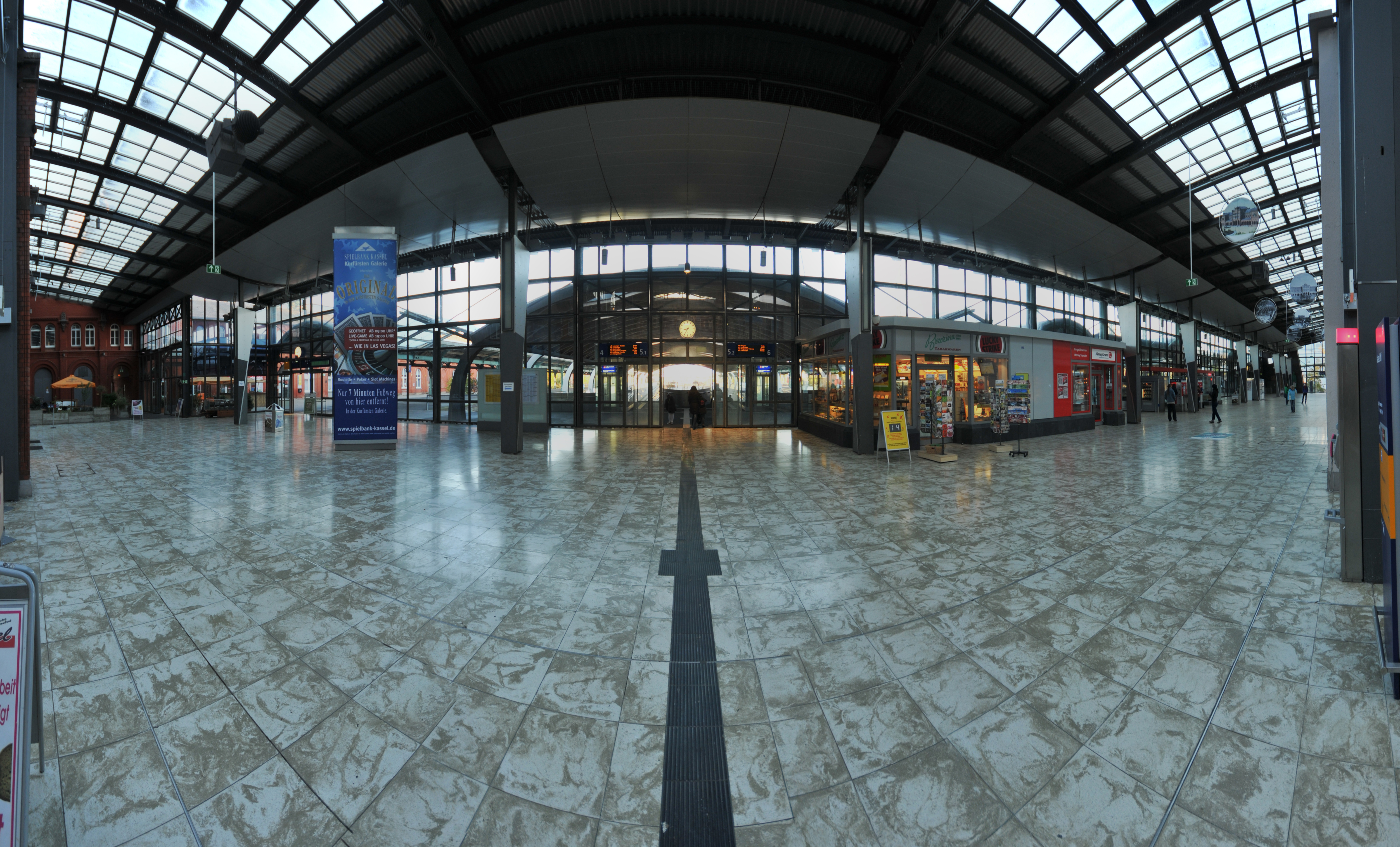
Bahnsteighalle Kassel Hauptbahnhof

Friedrich-Wilhelm Bätjer (* 18. Januar 1910; † 30. Juni 1957) war ein deutscher Bauingenieur und Architekt; er arbeitete als Hochbaudezernent der Bundesbahndirektion Kassel. 

## Leben
Bätjer studierte Architektur an der Technischen Hochschule Hannover von 1929 bis 1931 und an der Technischen Hochschule München im Wintersemester 1931/32. Während seines Studiums wurde er Mitglied beim Verein Deutscher Studenten Hannover. Nach der Diplom-Prüfung im Juni 1934 in Hannover und der Großen Staatsprüfung im April 1938 verbrachte er seine Referendarzeit in Jüterbog, Marburg und Hannover. 
1939 promovierte er an der TH Hannover über Simon Louis du Ry und dessen Landschloss Hüffe (Münster 1941) und nahm 1940 seine Berufstätigkeit bei der Deutschen Reichsbahn in Berlin auf. 1942 wurde er zur Reichsbahndirektion Villach versetzt. Er leistete Kriegsdienst von Mai 1943 bis Dezember 1944. Ab Mai 1945 war er wieder Hochbaudezernent in Kassel. Im Januar 1946 wurde er entlassen. Nach einer Übergangstätigkeit als technischer Zeichner wurde er im August 1947 erneut eingestellt, ab 1948 wieder als Dezernent in Kassel.

## Bauten

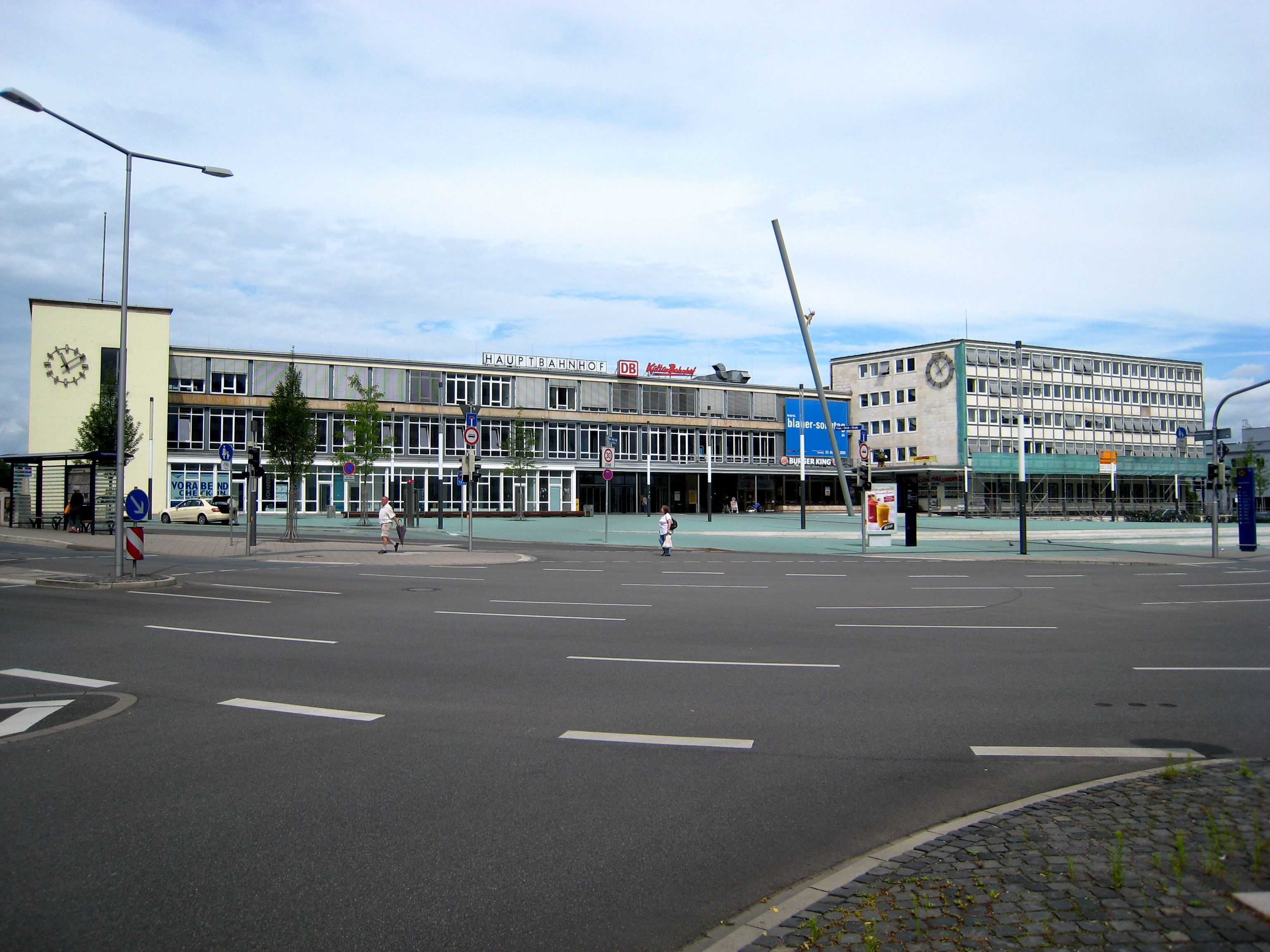
Hauptgebäude des Kasseler Hauptbahnhofs

Bätjer lieferte die maßgeblichen Entwürfe zum Neubau des Kasseler Hauptbahnhofs. Er starb im Alter von 47 Jahren noch vor Fertigstellung des Bahnhofs an den Spätfolgen einer Kriegsverletzung.